# Rhagio tipuliformis
Rhagio tipuliformis är en tvåvingeart som beskrevs av Fabricius 1794. Rhagio tipuliformis ingår i släktet Rhagio och familjen snäppflugor. Inga underarter finns listade i Catalogue of Life.